# 교환 (체스)
교환(교환 희생)이란 말을 서로 바꾸는 것을 말한다. 일반적으로 룩과 나이트, 비숍, 폰의 교환이 많으며, 기물을 잡으면 자신의 기물도 잡히는 상황에서 그 기물을 잡았을 때 교환을 시도한 것이라고 할 수 있다. 단, 교환을 실행할 땐 너무 불리하지 않을 상황에서만 하는 것이 좋다(여왕과 폰을 교환하는 것은 불리한 교환이라고 할 수 있다. 하지만 체크메이트가 될 수 있는 상황에서 교환을 하는 것은 유리한 교환이라고 할 수 있다). 체스 기물의 상대적 가치의 점수표를 참고하여 교환하는 것도 좋다.